# Tiago Silva dos Santos
Tiago Silva dos Santos (in bulgaro Тиаго Силва дош Сантош?; Taquari, 4 aprile 1979) è un ex calciatore brasiliano naturalizzato bulgaro, di ruolo centrocampista.

## Carriera

### Club
Durante la sua carriera ha giocato con varie squadre di club, tra cui anche il CSKA Sofia.

### Nazionale
Ha disputato i Mondiali Under-20 del 1999 con la Nazionale brasiliana Under-20. Decise in seguito di optare per la Nazionale bulgara, con cui ha totalizzato una sola presenza.

## Palmarès

### Club

#### Competizioni nazionali
- Campionato bulgaro: 1

CSKA Sofia: 2004-2005
- Coppa di Bulgaria: 2

Litex Lovech: 2003-2004
CSKA Sofia: 2005-2006
- Coppa del Belgio: 1

Genk: 2008-2009
- Supercoppa di Bulgaria: 1

CSKA Sofia: 2006